# Sebkha Séjoumi
Die Sebkha Séjoumi, deutsch auch Sabcha Sijoumi (arabisch سبخة السيجومي, DMG Sabḫat as-Sīǧūmī, englisch Sebkhet el Sijoumi) ist ein Salzsee bzw. eine „Salzmarsch“ (Sabcha) in der tunesischen Hauptstadt Tunis. Sie gilt trotz ihrer Lage in der Vorstadt als eines der bedeutendsten Gebiete für Vögel Tunesiens.

## Geographie
Namensgebend ist der nordwestlich von der Sebkha Séjoumi gelegene Stadtteil Séjoumi der tunesischen Hauptstadt Tunis. Der flache Salzsee ist eine sogenannte Sabcha, ein flaches, nur zeitweise mit Wasser gefülltes Becken ohne Oberflächenabfluss. Der Salzsee liegt im Südwesten des Sees von Tunis auf 1–5 m über Meereshöhe, im Süden und Westen befinden sich über 40 Inseln und Inselchen mit Ausmaßen von wenigen Quadratmetern bis mehreren Hektar.
Sebkha Sedjoumi ist der nördlichste aller tunesischen Sebkhas, durch die Lage erhält sie regelmäßiger und mehr Regenwasser als südlicher gelegene Sebkhas und führt daher jeden Winter Wasser. Der Wasserstand der Sebkha schwankt aber saisonal. Ab ihrer maximalen Ausdehnung von 2700 Hektar im Winter, mit Wassertiefen von nur selten mehr als 1 m Tiefe, fiel sie im Laufe des Jahres fast immer vollständig trocken. Durch den ganzjährigen Zufluss von Brauch- und Abwässern der benachbarten Stadt jedoch gibt inzwischen auch im Sommer noch kleine Wasserflächen.

## Ökologie
Wegen des starken Salzgehaltes des Bodens findet sich nur sehr wenig Vegetation. Auch im Wasser der hypersalinen Umgebung können nur wenige spezialisierte Organismen überleben.
Durch die anliegende Stadt unterliegt die Sebkha, die außer einem Jagdverbot keinen Schutzstatus hat, starken Beeinträchtigungen durch illegale Jagd und Abwässer, streunende Hunde sowie eingebrachten Müll. Besonders bedrohlich ist jedoch, dass sie zunehmend an den Rändern umbaut wird.
Da der nahegelegene See von Tunis, der ehemals eines der bedeutendsten Naturschutzgebiete Tunesiens darstellte, inzwischen stark durch Umwelteinflüsse beeinträchtigt wurde, ist die Sebkha Sedjoumi ein Refugium für zahlreiche Vogelarten geworden. So finden sich hier jedes Jahr bis zu 70.000 Vögel ein, darunter mehr als 10.000  Kubaflamingos sowie Stelzenläufer, Kiebitz und Graugans, des Weiteren Spießente, Löffelente, Marmelente, Tafelente, Seidenreiher, Blässhuhn, Silbermöwe, Kormoran und Weißkopf-Ruderente.
Im Wasser und im Boden am Rande der Sebkha wurden halophile Riesenviren aus der Familie Marseilleviridae gefunden. Die Viren mit den Bezeichnungen Seb1sol, Seb2 (alias Seb2sol) und Seb6 (alias Seb6sol) aus dem Boden und Seb1eau aus dem Wasser konnten im Labor mit dem Wirt Acanthamoeba polyphaga kultiviert werden, und sind damit rare Beispiele für eukaryotische Haloviren. Der Fund wurde als Hinweis dafür gewertet, dass Arten der Gattung Acanthamoeba eine sehr weite (ubiquitäre) Verbreitung und eine Anpassung an sehr unterschiedliche Habitate aufweisen.